# Михаил Герасимов
Михаил Герасимов Михайлов е български учен, химик, ректор на Висшия химикотехнологичен институт.

## Биография
Герасимов е роден в 1909 година в главния град на Македония, Солун, тогава в Османската империя, днес в Гърция, в семейството на Герасим Михайлов. След Балканските войни семейството му се преселва в Бургас. Баща му, който става комунистически активист е преследван и убит и в средата на 20-те години майката емигрира с децата си в СССР. През 1934 година Герасимов завършва Московския нефтен институт и след това работи в нефтозаводи в Башкирия. През 1940 година той се завръща в България, където започва научна кариера и през 1946 година става професор в Държавната политехника. От 1968 до 1969 година е заместник-ректор на отделилия се политехниката ВХТИ, а от 1969 до 1970 е ректор на института. Член е на научни структури в България, САЩ и ФРГ. От 1969 година е заслужил деятел на науката, а от 1978 – герой на социалистическия труд. Михаилов има над 500 научни труда в областта на нефтените технологии. Автор е на 11 изобретения и над 30 рационализации. Член е на Българското инженерно-архитектурно дружество.
Умира на 10 февруари 2002 година.

## Отличия
- 1978 г. – удостоен е със званието „Герой на социалистическия труд“ – „по случай 70-годишнината от рождението му, за активно участие в борбата против фашизма и капитализа и за неговата научна и педагогическа дейност в областта на химията“.[5]

## Трудове
- „Ролята на налягането при крекинг-процеса на въглеводородите“ (1938)
- „Технология на твърдите горива“ (1961)[6]